# الاتستما
الاتستما (نام علمی: Elatostema) نام یک سرده از تیره گزنه‌ایان است.